# Kronstädter Tageblatt
Das Kronstädter Tageblatt erschien von 1895 bis 1900.

## Geschichte
Seit 1895 wurde das Kronstädter Tageblatt durch Karl Schmidt herausgegeben. Es war verhältnismäßig ungarnfreundlich eingestellt in einer Zeit stärkerer ethnischer Spannungen zwischen der deutschen sächsischen Bevölkerung in Siebenbürgen und der Magyarisierungspolitik der ungarischen Behörden (wie auch das Siebenbürgisch-Deutsche Tageblatt in Hermannstadt).
Das Kronstädter Tageblatt berichtete über aktuelle Ereignisse aus Siebenbürgen und enthielt auch viele Artikel zu kulturellen Themen. Zu den Autoren gehörten Ernst Kühlbrandt und Eduard Gusbeth.
Das Kronstädter Tageblatt war offenbar nicht so verbreitet wie die Kronstädter Zeitung  und andere deutschsprachige Zeitungen in Siebenbürgen.
Am 31. Dezember 1900 erschien die letzte Ausgabe. Seit dem 5. Januar 1901 gab es stattdessen das Kronstädter Wochenblatt. Der letzte Chefredakteur Hermann Schroff  wechselte aber zur Kronstädter Zeitung und übernahm deren Leitung, danach dessen Vorgänger Guido Wächter.